# Franco Morozzo Della Rocca
Franco Morozzo Della Rocca (4 ottobre 1927 – 4 dicembre 2018) è stato un magistrato italiano.

## Biografia
Laureato in lettere nel 1948 ed in giurisprudenza nel 1953 all'Università degli Studi di Roma "La Sapienza", è divenuto magistrato ordinario nel 1955.
È stato vice pretore a Chieti, pretore ad Orsogna e a Narni; nel 1965 ha assunto le funzioni di giudice presso il tribunale di Roma.
Nominato consigliere di Cassazione, dal 1976 al 1999 è stato sostituto procuratore generale presso la corte di Cassazione, interrompendo tale attività nel quadriennio 1986-1990 in cui è stato componente togato del Consiglio Superiore della Magistratura, in rappresentanza di Magistratura indipendente.
Il 26 luglio 1993 è divenuto Avvocato generale presso la corte di Cassazione, carica mantenuta fino al 1999, allorché è avvenuto il collocamento a riposo.
Ha svolto attività di insegnamento come docente a contratto presso l'Università degli Studi di Roma Tor Vergata negli anni accademici 1999/2000 (corso sulla responsabilità contrattuale) e 2000/2001 (corso sulla responsabilità extracontrattuale) e docente presso l'Istituto Carlo Arturo Jemolo negli anni accademici dal 2001 al 2004.
È autore di opere giuridiche e saggi (L'appalto nella giurisprudenza, Cedam 1972; L'appalto di opere pubbliche nella giurisprudenza, Cedam 1977; Il danno da ritardata giustizia, in suppl. Giustizia civile n.12/2004); ha collaborato con la rivista Giustizia civile fino al 2014 trattando i temi della responsabilità disciplinare dei magistrati.
Da magistrato in quiescenza ha effettuato numerose difese d'ufficio e di fiducia di magistrati coinvolti in procedimenti disciplinari davanti al Csm, tra cui quello del Procuratore generale di Catanzaro Enzo Iannelli, coinvolto nella "guerra tra procure" di Salerno e Catanzaro del 2008 nell'ambito dell'inchiesta Why Not) e quello del pubblico ministero di Rovigo Davide Nalin (coinvolto nello scandalo delle "stagiste in minigonna" nell'ambito dei corsi tenuti dall'ex consigliere di Stato Francesco Bellomo).
| Controllo di autorità | VIAF (EN) 213155042812972402387 · SBN SBLV257517 · GND (DE) 1158855273 · CONOR.SI (SL) 219355491 |